# کلمره
کلمره، یا کرم تنبل (نام علمی:  Anguis fragilis) خزندهای بدون دست و پا است که در منطقه اروپا تا جنوب غربی آسیا، به سمت جنوب تا شمال غربی آفریقا یافت می‌شود.

## مشخصات
فاقد چین پهلویی و آثار اندام‌های حرکتی عقبی در اطراف مخرج؛ سوراخ گوش مشخص؛ ۲۶ تا ۳۰ ردیف پولک اطراف ناحیه میانی بدن؛ سپر میانی بینی در تماس با سپر پیشانی.

## رنگ آمیزی
سطح پشتی قهوه‌ای تا خاکستری، نقره‌ای، مسی، آجری؛ پهلوها اغلب تیره یا با رگه‌ها و خالهای تیره؛ سطح شکمی به رنگ‌های نخودی، خاکستری، خرمایی یا سیاه.

## زیستگاه
نواحی مرطوب دارای پوشش گیاهی انبوه و متراکم نظیر جنگل‌ها، باغ‌ها.

## عادات و رفتار
هنگام صبح و عصر یا پس از باران به فعالیت می‌پردازند؛ حرکتی آهسته دارند ولی با احساس خطر سریع حرکت می‌کنند؛ اغلب اوقات در حفره‌های زمینی، زیر سنگ‌ها، کنده درختان یا برگ‌ها بسر می‌برند؛ از نرمتنان، کرمهای خاکی، لارو حشرات، عنکبوت‌ها، خرخاکی‌ها، و حشرات با بدن نرم تغذیه می‌کنند.